# Jonathan Goldberg
Jonathan Goldberg (New York, 11 giugno 1943 – Decatur, 9 dicembre 2022) è stato un critico letterario e anglista statunitense, noto per gli studi sul Rinascimento inglese e la storia della sessualità.

## Biografia
Nato nel quartiere newyorchese di Kew Gardens, studiò all'Università Columbia, dove conseguì la laurea triennale nel 1964, la laurea magistrale nel 1965 e il dottorato di ricerca nel 1968. Successivamente insegnò alla Temple University dal 1968 al 1985 e alla Johns Hopkins University dal 1986 al 2006. Fu professore di studi rinascimentali alla Duke University dal 1995 al 1998 e infine insegnò all'Emory University dal 2006 al pensionamento. Nel 1984 ottenne una Guggenheim Fellowship e nel 1990 curò con Stephen Orgel un'edizione critica degli scritti di John Milton per la Oxford University Press. Intimo amico di Eve Kosofsky Sedgwick, curò la pubblicazione postuma delle sue ultime opere.
Fu autore di diciassette monografie tra il 1981 e il 2022. I suoi primi due libri erano incentrati rispettivamente su Edmund Spenser e la letteratura del regno di Giacomo I. Successivamente si occupò della relazione tra postmodernismo e la letteratura rinascimentale inglese, mentre nei primi anni 1990 realizzò due studi fondamentali sulla sessualità nel rinascimento inglese: la monografia Somometries (1992) e la curatela Queering the Renaissance (1994). Proseguì con questo filone, esplorando la ricezione del mito di Sodoma e la sessualità femminile in relazione alle scrittrici inglesi del XVI e XVII secolo.
Negli anni 2000 si è occupato de La tempesta di Shakespeare, studiando l'influenza di Calibano (The Generation of Caliban, 2001) e il ruolo della tragicommedia shakespeariana nella letteratura postcoloniale (Tempest in the Caribbean, 2004). Le sue ultime opere si sono incentrate sulla frammentarietà dell'opera di Saffo, sull'iconografia religiosa e l'opera di Sedgwick.
È morto di polmonite nel 2022 all'età di 70 anni dopo una lunga malattia.

## Opere (parziale)
- (EN) Endlesse Worke: Spenser and the Structures of Discourse, The Johns Hopkins University Press, 1981, ISBN 978-0801826085.
- (EN) James I and the Politics of Literature: Jonson, Shakespeare, Donne, and Their Contemporaries, Stanford University Press, 1983, ISBN 978-0804717403.
- (EN) Voice Terminal Echo: Postmodernism and English Renaissance Texts, 1986.
- (EN) Writing Matter: From the Hands of the English Renaissance, Stanford University Press, 1990, ISBN 978-0804719582.
- (EN) Sodometries: Renaissance Texts, Modern Sexualities, Stanford University Press, 1992, ISBN 978-0804720502.
- (EN) Desiring Women Writing: English Renaissance Examples, Stanford University Press, 1997, ISBN 978-0804729826.
- (EN) The Generation of Caliban, Ronsdale Press, 2001, ISBN 978-0921870937.
- (EN) Willa Cather and Others, Duke University Press Books, 2001, ISBN 978-0822326724.
- (EN) Shakespeare's Hand, University of Minnesota Press, 2003, ISBN 9780816641499.
- (EN) Tempest In The Caribbean, University of Minnesota Press, 2003, ISBN 978-0816642601.
- (EN) The Seeds of Things: Theorizing Sexuality and Materiality in Renaissance Representations, Fordham University Press, 2009, ISBN 978-0823230662.
- (EN) Strangers on a Train: A Queer Film Classic, Arsenal Pulp Press, 2012, ISBN 978-1551524825.
- (EN) Melodrama: An Aesthetics of Impossibility, Duke University Press Books, 2016, ISBN 978-0822361756.
- (EN) Sappho: ]fragments, Punctum Books, ISBN 978-1947447974.
- (EN) Saint Marks: Words, Images, and What Persists, Fordham University Press, 2018, ISBN 978-0823282081.
- (EN) Come As You Are, After Eve Kosofsky Sedgwick, Punctum Books, 2021, ISBN 978-1953035592.